# ماجد الشجعي
ماجد الشجعي واسمه الحقيقي الشجعي العروسي ماء العينين هو صحفي ومقدم برامج ومعلق رياضي مغربي، بدأ مسيرته في إذاعة العيون الجهوية قبل أن يلتحق ابالقناة الثانية المغربية دوزيم ثم قناة بي إن سبورت التي يعمل بها حاليا.